# Giuseppe de Finetti
Giuseppe de Finetti (Milano, 5 marzo 1892 – Milano, 19 gennaio 1952) è stato un architetto e urbanista italiano.
Fu uno degli architetti più interessanti dell'architettura milanese della prima metà del XX secolo, esponente del movimento artistico "Novecento".

## Biografia
Iniziò i propri studi a Milano ma, attratto fin fa giovane dalla cultura architettonica europea, completò la propria formazione nel 1912 a Berlino e poi a Vienna dove, negli anni precedenti alla guerra, diventò allievo di Adolf Loos, derivandone caratteri duraturi nella propria progettazione come il rigore, l'antidecorativismo e l'attenzione al corretto uso dei materiali.
Dopo la guerra si laureò a Bologna ed iniziò la propria attività professionale a Milano, collaborando saltuariamente con altri esponenti dell'area culturale che si individua solitamente come "Novecento" anche se non aderisce al concetto del "ritorno all'ordine". Nonostante la sua posizione critica, le sue opere realizzate presentano una ricerca di semplificazione formale degli elementi classici che è nei fatti, l'elemento comune dell'architettura milanese tra gli anni '20 e '30.
Più interessato alle problematiche urbane piuttosto che a quelle semplicemente stilistiche, nel 1927 partecipa al concorso per il Piano Regolatore di Milano con il gruppo di "Forma urbis" che comprende Giovanni Muzio. Le riflessioni urbanistiche di quel periodo, improntate ad un certo storicismo, saranno rielaborate negli anni della guerra, ma pubblicate postume.
La sua posizione rimane sostanzialmente isolata nel mondo culturale e professionale, vista anche la distanza con l'ideologia razionalista. La sua attività professionale presenta molti progetti non realizzati e partecipazioni a concorsi ma realizzazioni relativamente scarse. Inoltre negli anni '30, avendo manifestato avversione al fascismo, rimane escluso da incarichi pubblici.
Dopo la guerra, continua a contribuire attivamente e criticamente al dibattito sullo sviluppo urbano della città. Fra il 1944 e il 1951 fece delle proposte per il centro di Milano leggendo gli sviluppi del tessuto milanese alla luce del mercato fondiario e preconizzando una nuova legge urbanistica in grado di provvedere ad adeguati demani pubblici di aree.
Opere principali
- Casa della Meridiana a Milano (1925)
- Casa di via San Calimero a Milano (1926)
- Hotel Touring a Milano, Via Ugo Tarchetti, 2 - Milano (1927)
- Villa Crespi a Vigevano (1937)